# Maria Renata Saenger von Mossau
Maria Renata Saenger von Mossau (1680 - junho de 1749) foi uma freira da Baviera executada por heresia, bruxaria, apostasia e satanismo, uma das muitas pessoas executadas por este tipo de crime na Alemanha e na Europa.

## Biografia
Renata foi admitida no convento de Unter-Zell, na Baviera, em 1699, onde ficou conhecida pela sua devoção religiosa e foi nomeada sub-prioresa em 1740. Em 1746, uma das freiras, Cecília, começou a sofrer de convulsões e afirmou ter sido possuída por demónios e poltergeists. Os ataques espalharam-se por todo o convento e pouco depois várias freiras passaram a ter ataques histéricos. Uma delas morreu e, no seu leito de morte, acusou Renata de ser satanista e maga. 
A igreja levou depois a cabo um exorcismo no convento, durante o qual as freiras se rebolaram no chão e "uivaram e se contorceram como gatos raivosos." Durante uma busca efectuada no quarto de Renata, foram encontrados venenos, pomadas e roupas estranhas. 
Renata confessou a um padre Benedito que era satanista e bruxa, que aos sete anos de idade se tinha entregue a Satanás, aos doze se tinha tornado prostituta e tinha aprendido magia e a fazer venenos. Em 1694, Maria foi baptizada numa missa negra e, em 1699, tinha entrado no convento apenas com o intuito de eliminar as "noivas de Cristo". Afirmava ser uma alquimista talentosa e utilizou o veneno Aqua Tofana, criado por Giulia Tofana em Nápoles. Disse que se sentia arrependida, mas mesmo assim a igreja julgou-a e condenou-a por feitiçaria, heresia, bruxaria, apostasia e satanismo, depois entregou-a às autoridades seculares para que fosse executada. Foi decapitada e depois queimada em Junho de 1749.